# 무함마드 빈 라시드 우주 센터
무함마드 빈 라시드 우주 센터(MBRSC, 아랍어: مركز محمد بن راشد للفضاء markaz Muḥammad bin Rāshid lil-faḍāʾ[*])는 아랍에미리트 우주 프로그램을 수행하는 두바이 정부 기관으로, 아말 (화성 탐사선), 아랍에미리트 달 탐사선 및 아랍에미리트 우주비행사 프로그램과 같은 다양한 인공위성 프로젝트를 포함한다. 이 센터는 지역에서 우주과학 및 연구를 적극적으로 증진시키고 아랍에미리트 선진 과학 기술 연구소(EIAST)를 포함한다.

## 개요
아랍에미리트 부통령 겸 총리이자 두바이 통치자인 무함마드 빈 라시드 알막툼은 2006년 2월 6일에 아랍에미리트 선진 과학 기술 연구소(EIAST)를 설립했다. 2015년 4월 17일, 무함마드 빈 라시드 우주 센터가 EIAST를 흡수하며 설립되었다.
MBRSC는 아랍에미리트 위성 데이터와 다양한 우주 과학 관련 응용 프로그램을 사용하여 아랍에미리트와 전 세계의 다양한 부문 발전에 기여한다. 이 센터는 아랍에미리트와 중동에서 우주 과학 및 과학 연구를 증진하며, 동시에 두바이샛 1호 및 두바이샛 2호와 같은 위성을 통해 자연재해 관리, 구조 임무, 환경 모니터링 및 토지 계획 분야에서 다양한 기관을 지원한다.

## 설립
아랍에미리트에서 연구 및 지식 기반 경제를 확립하기 위해 무함마드 빈 라시드 알막툼은 2015년에 무함마드 빈 라시드 우주 센터를 설립하는 법을 제정했다. MBRSC는 우주 분야에서 국가의 노력을 지원하고, 아랍 세계 최초의 화성 탐사선인 "희망" 탐사선(미스바르 알-아말)의 설계, 제조 및 발사를 감독하며, 위성 제조 및 다양한 응용 프로그램 활용을 위한 통합 인프라를 구축하는 임무를 맡았다.
두바이의 왕세자인 함단 빈 무함마드 알막툼은 2015년 6월 MBRSC의 전략 계획 및 프로젝트의 의장이자 총감독으로 임명되었다.
무함마드 빈 라시드 우주 센터의 설립과 함께 셰이크 무함마드는 아랍에미리트 선진 과학 기술 연구소(EIAST)를 센터와 통합하고, 이를 산하 기관 중 하나로 간주하는 법을 제정했다. 이 법에 따라 EIAST는 무함마드 빈 라시드 우주 센터가 정한 정책, 계획 및 결정을 실행하고 추적한다. 하마드 오바이드 알 셰이크 알 만수리(Hamad Obaid Al Sheikh Al Mansoori)가 이사회 의장, 유수프 아흐메드 알 샤바니(Yusuf Ahmed Al Shahbani)가 부의장으로 임명되었으며, 만수르 압둘라 바스타키(Mansour Abdullah Bastaki), 무함마드 사이프 알 미크발리(Mohammed Saif Al Miqbali), 만수르 주마 부 오사이바(Mansoor Juma Bu Osaiba)가 이사로 임명되었다.
이 센터는 혁신적인 우주 프로젝트와 프로그램을 통해 지역에서 우주 기술 및 과학 연구]를 증진하기 위해 노력한다.

## 프로젝트
무함마드 빈 라시드 우주 센터는 지역 우주 산업 발전을 위해 설정된 목표와 목적을 달성하기 위해 네 가지 주요 분야에서 활동한다. 이 분야들은 우주 공간 연구 개발, 위성 제조 및 시스템 개발, 위성 영상화를 통한 지구 관측, 다른 위성을 지원하기 위한 지상국 서비스이다.
첫 번째 위성인 두바이샛 1호는 2009년 7월 29일 카자흐스탄의 바이코누르 우주 기지에서 발사되었으며, 그 이후로 센터는 더 나은 연구 개발을 위해 첨단 기술 위성을 제조하는 전문성을 구축해 왔다.

### 두바이샛 1호
MBRSC가 발사한 첫 위성은 두바이샛 1호로, 대한민국 위성 제조 기업인 쎄트렉아이가 제작한 지구 관측 위성이다.
두바이샛 1호는 2009년 7월 29일 카자흐스탄의 바이코누르 발사 기지에서 드네프르 발사체를 이용해 발사되었다. 직경 약 1.2미터, 높이 1.35미터의 위성은 갑판 및 롱그롱형 구조로 되어 있어 조립 및 분해가 용이하다. 두바이샛 1호는 50kg의 탑재체 질량을 포함하여 200kg 미만의 무게를 가지며, 평균 전력 소비량은 150와트 미만이다.
두바이샛 1호는 지구 저궤도(LEO)에 있으며 2.5m 해상도의 고해상도 전정색 광학 이미지를 생성한다. 이 이미지는 인프라 개발, 도시 계획, 환경 모니터링 및 보호를 포함한 광범위한 응용 분야에 사용된다. 두바이샛 1호 이미지는 지구과학 및 원격탐사 연구 증진에도 유용하다.
두바이샛 1호의 이미지는 두바이의 팜 아일랜드와 알막툼 국제공항과 같은 대규모 프로젝트의 전반적인 발전을 모니터링하고, 일본의 도호쿠 지방 태평양 해역 지진 당시 구호 활동을 모니터링하는 데 사용되었다.

### 두바이샛 2호

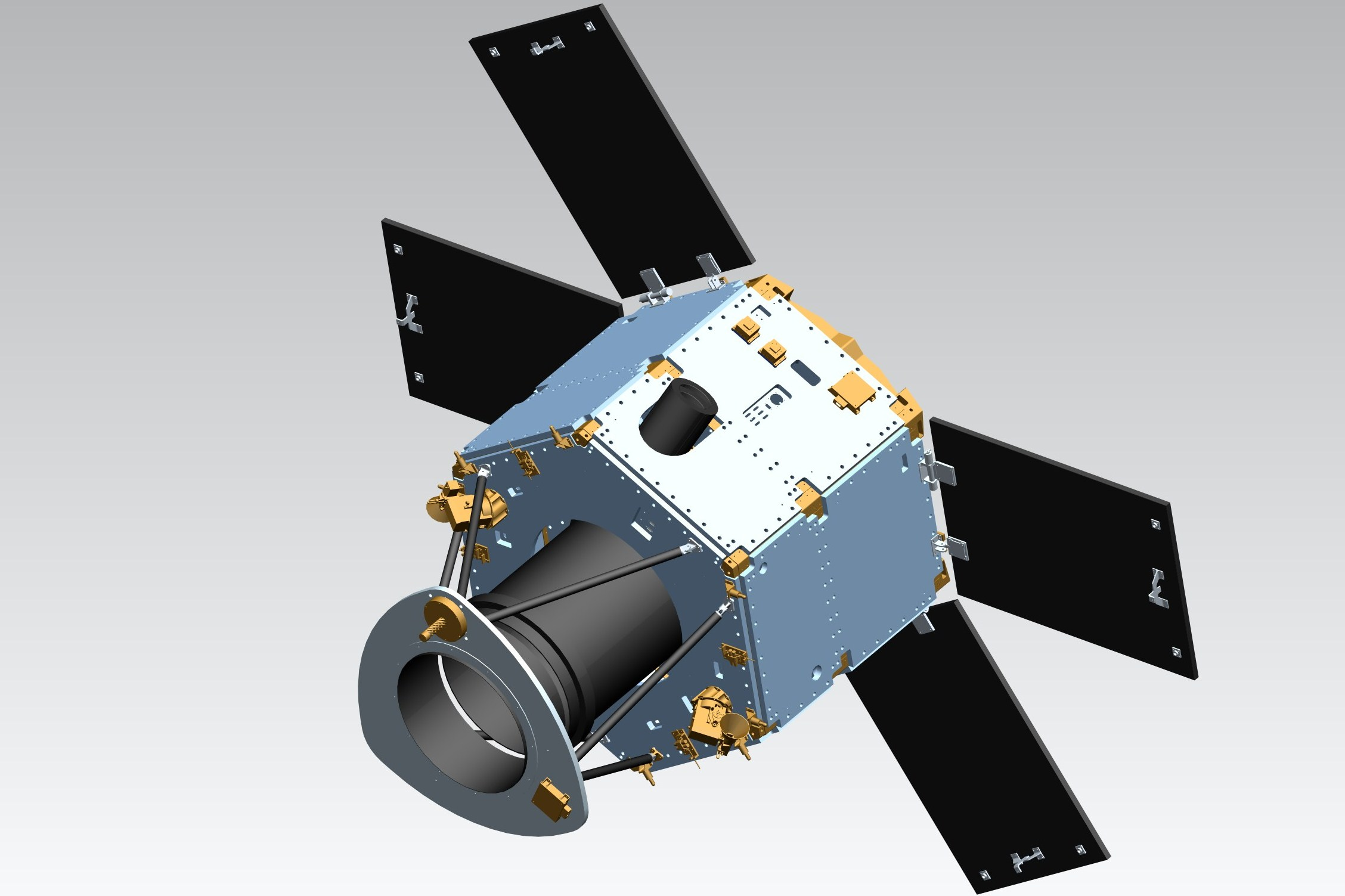
두바이샛 2호, 아랍에미리트의 두 번째 지구 관측 위성

두바이샛 1호의 성공적인 발사 직후, MBRSC와 쎄트렉아이는 두바이샛 2호 작업에 착수했으며, 이 위성은 2013년 11월 21일 러시아 야스니 발사 기지에서 러시아 드네프르 로켓에 실려 MBRSC 엔지니어 팀의 감독 아래 발사되었다. 두바이샛 2호와의 통신 연결은 드네프르 로켓과의 분리 후 1시간 이내에 설정되었으며, 위성은 발사 24시간 후 아부다비의 야스섬을 촬영하여 첫 이미지를 촬영했다.

### 칼리파샛
2018년 10월 29일, MBRSC의 가장 발전된 위성인 칼리파샛이 다네가시마 우주 센터에서 H-IIA 로켓에 실려 발사되었다. 칼리파샛은 더 강력한 카메라와 더 빠른 이미지 다운로드 속도로 두바이샛 2호의 기능을 향상시켰다. 또한 아랍에미리트 내에서 설계 및 제작된 최초의 위성이라는 점에서도 주목할 만하다.

### 나이프-1
나이프-1은 에미리트 엔지니어들이 설계하고 제조한 최초의 큐브위성으로, 원래 2016년 발사 예정이었으나 적절한 스페이스X 발사 플랫폼 일정을 기다리느라 지연되었다. 이 위성은 2017년 2월 인도우주연구기구 PSLV-C37 발사체에 실려 발사되었으며, 이는 단일 발사체로 104개의 위성을 배치하여 세계 기록을 세웠다.
이 위성의 이름은 아랍어 명사에서 유래했으며, "높이 솟아오르는 것" 또는 "도덕적, 지적으로 우월한 것"을 의미한다. 나이프-1 프로젝트를 위해 MBRSC는 아메리칸 대학교 샤르자 (AUS)와 파트너십을 맺어 공학도들에게 위성 제조, 테스트 및 운영에 대한 실습 경험을 제공했다.
나이프-1 팀은 아메리칸 대학교 샤르자의 전기공학, 기계공학 및 컴퓨터 공학 전공 학생 7명으로 구성된다. 이 위성은 아메리칸 대학교 샤르자에 건설될 지상국에서 이 학생들이 운영할 것이다.
10×10×11.35 cm3의 크기와 1.32 kg의 무게를 가진 큐브위성은 5,000~5,500 km 범위의 통신 발자국을 생성하며, 최대 3년 동안 450 km에서 720 km 높이의 궤도를 돌 것이다. 이 위성은 전 세계로 문자 메시지를 재전송하고, 학술 기관이 다양한 유형의 연구를 수행하는 데 도움이 되는 데이터를 수집할 것이다.

### MBZ-SAT
두바이의 무함마드 빈 라시드 우주 센터(MBRSC)는 현재 2024년 10월 발사 예정인 MBZ-SAT을 개발 중이다. 이 위성은 고해상도 위성 이미지에 중점을 둔 역내에서 가장 진보된 상업 위성을 목표로 한다. 24시간 이미지 처리를 위한 자동화 시스템을 갖춘 MBZ-SAT은 전 세계 상업용으로 고품질 위성 이미지를 제공할 것으로 예상된다.
이 프로젝트는 아랍에미리트의 우주 산업 파트너십을 강화하고, 공공 및 민간 부문 간의 노력을 통합할 것으로 기대된다. MBZ-SAT은 1제곱미터 미만의 영역에서 세부 사항을 포착할 수 있는 고해상도 위성 이미지에 대한 증가하는 상업적 수요를 충족시킬 것이다. 센터는 획득된 데이터를 신속하게 처리하여 고급 시스템을 통해 사용자에게 공유할 계획이다.
MBZ-SAT의 이미지는 매핑 및 분석, 환경 모니터링, 내비게이션, 인프라 관리 및 재난 구호 노력 등 다양한 응용 프로그램을 지원할 것으로 예상된다.

### 승무원 및 과학 에어록 모듈
MBRSC는 미국 항공 우주국과 협력하여 루나 게이트웨이의 에어록 구성 요소를 제공한다. 2031년 아르테미스 6호 임무에서 우주정거장에 전달될 예정이다.

## 아말 (화성 탐사선)

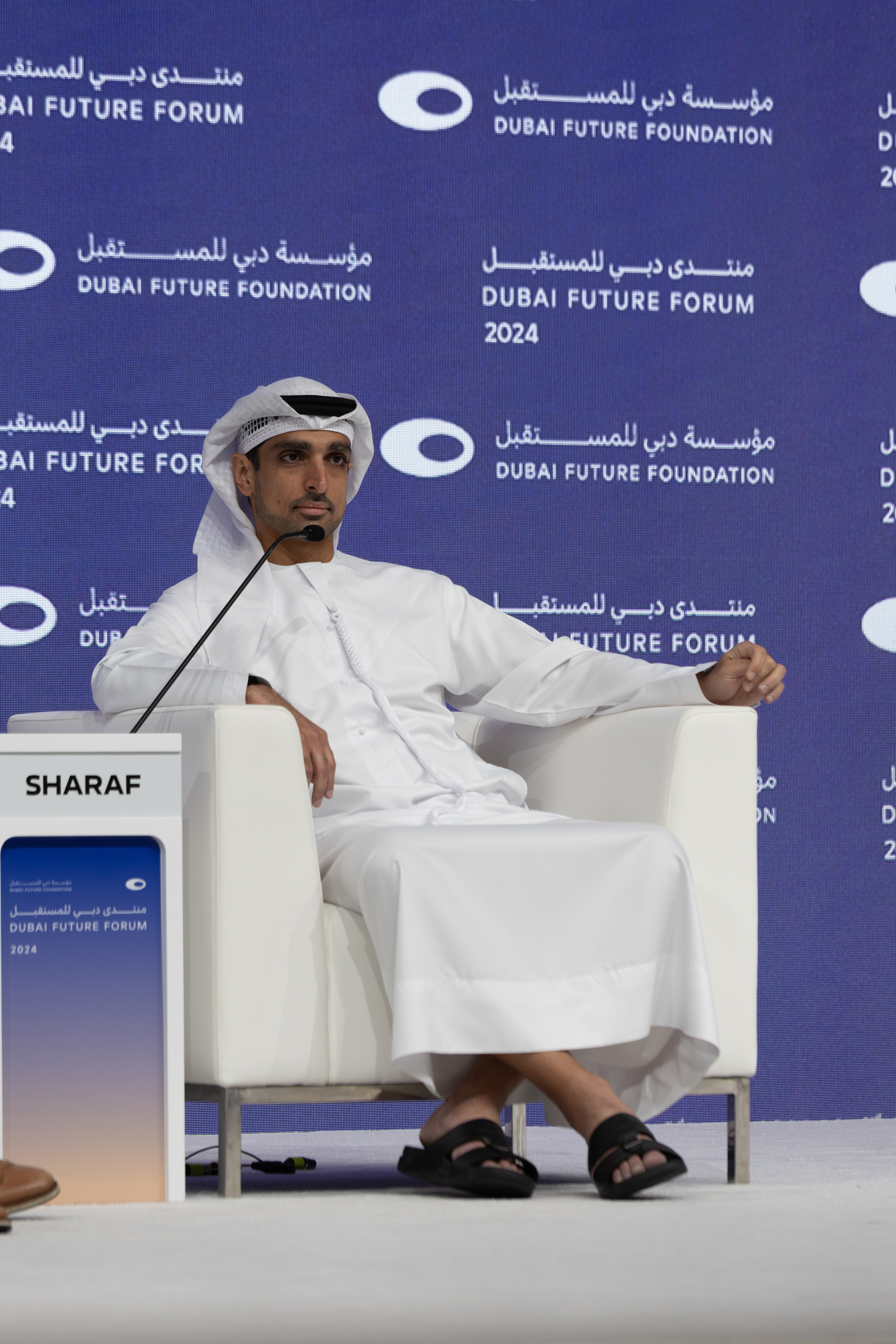
옴란 샤라프, 무함마드 빈 라시드 우주 센터 프로그램 관리국장이 두바이 미래 포럼(2024)에서 연설하고 있다

희망 화성 탐사선으로도 알려진 아랍에미리트 화성 탐사선은 2021년까지 화성에 무인 탐사선을 보내는 것을 목표로 하는 임무이다. 이 탐사선은 2021년 2월에 도착했는데, 이는 아랍에미리트 건국 50주년이 되는 해이다.
아랍에미리트 화성 탐사선은 아랍 세계가 수행하는 최초의 우주 탐사 임무이며, 중동을 기술 발전의 새로운 시대로 이끌 것으로 기대된다. 무함마드 빈 라시드 알막툼은 화성 탐사선을 아랍어로 "희망 탐사선" 또는 "알-아말"이라고 명명했는데, 이는 이 지역의 과학 발전에 대한 희망을 담고 있기 때문이다. 희망 탐사선의 발사 기간은 2020년 7월로, 지구와 화성이 태양 주위 궤도에서 정렬되어 가장 가까워지는 시점이다. 탐사선은 7월 19일에 성공적으로 발사되었다. 이 시점까지 희망 탐사선을 완성하고 발사하는 것이 중요했는데, 다음 정렬은 2020년 이후 2년이 지나서야 이루어지기 때문이다.
무함마드 빈 라시드 알막툼은 아랍에미리트 화성 탐사선이 세계에 세 가지 중요한 메시지를 보낸다고 말했다. "첫째는 세계를 위한 것입니다. 아랍 문명은 한때 인류 지식에 크게 기여했으며 다시 그 역할을 할 것입니다. 둘째는 우리 아랍 형제들에게 보내는 메시지입니다. 불가능은 없으며, 우리는 지식 경쟁에서 가장 위대한 국가들과 경쟁할 수 있습니다. 셋째는 최고봉에 도달하기 위해 노력하는 사람들을 위한 것입니다. 야망에 한계를 두지 않으면 우주에까지 도달할 수 있습니다."
희망 탐사선은 연료를 포함하여 약 1500kg의 무게를 가진 작고 육각형 모양의 구조이다. 탐사선은 너비 2.37m, 높이 2.90m이며, 전체 크기는 작은 자동차와 거의 같다. "희망"은 3개의 600와트 태양 전지판을 사용하여 배터리를 충전하고, 1.5m 폭의 접시가 있는 고이득 안테나를 사용하여 지구와 통신할 것이다. 우주선은 또한 태양과 관련하여 별자리를 연구하여 우주에서의 위치를 결정하는 데 도움이 되는 별 추적 센서를 갖추고 있다. 두 세트의 로켓 추진기와 4~6개의 큰 델타 V 추진기는 탐사선의 속도를 제어하고, 8~12개의 작은 반동 제어 시스템(RCS) 추진기는 섬세한 기동을 담당할 것이다.
희망 탐사선의 예상 비행 시간은 6천만 킬로미터 여정에서 최대 40,000 킬로미터 매 시 (11 km/s)의 속도로 약 200일이다. 화성에 도착하면 2년 동안 화성의 대기를 연구할 것이다. 화성 주위 궤도에 고유하게 배치되어 "화성 대기의 첫 번째 진정한 총체적 모델"을 구축하기 위한 새로운 유형의 데이터를 제공할 것이다. 이 데이터는 대기가 현재 액체 물이 존재하기에는 너무 얇은 수준으로 붕괴된 이유를 제공할 것으로 예상된다. 희망 탐사선은 화성 대기를 연구하기 위해 3개의 과학 장비를 탑재할 것인데, 여기에는 고해상도 컬러 이미지를 위한 디지털 카메라, 대기의 온도 패턴, 얼음, 수증기를 조사할 적외선 분광계, 그리고 상층 대기와 우주로 더 멀리 뻗어 나가는 산소 및 수소 흔적을 연구할 자외선 분광계가 포함된다.
아랍에미리트 화성 탐사 팀은 150명의 에미리트 엔지니어로 구성되며, 프로젝트 관리자는 옴란 샤라프이고, 부프로젝트 관리자는 사라 아미리(Sarah Amiri), 전략 기획 담당 부프로젝트 관리자는 이브라힘 함자 알 카심(Ibrahim Hamza Al Qasim), 아랍에미리트 화성 탐사 운영 담당 부프로젝트 관리자는 자카레야 알 샴시(Zakareyya Al Shamsi)이다.
아랍에미리트 우주국과 인도우주연구기구는 2019년에 이 임무에 관한 공동 실무 그룹을 설립했다.

## 아랍에미리트 달 탐사선
아랍에미리트 달 탐사선은 무함마드 빈 라시드 우주 센터(MBRSC)가 시작한 새로운 2021-2031 전략의 일환으로, 현대 두바이의 건설자이자 고인이 된 셰이크 라시드 빈 사이드 알막툼의 이름을 딴 최초의 아랍에미리트 달 탐사 로버 "라시드"의 개발 및 발사를 포함한다.
라시드는 아랍에미리트의 열정과 도전을 극복하려는 야망을 담은 이름으로, MBRSC가 설계하고 제조한 세계에서 가장 작은 로버이다. 이 로버는 달 표면의 열적 특성, 달 토양의 형성 및 구성과 같은 다양한 측면을 연구하고 달 너머의 인간 탐사를 위한 길을 열 것이다.
아랍에미리트 달 탐사선은 2117년까지 화성에 인간 정착지를 건설하는 것을 목표로 하는 화성 2117 프로그램의 중요한 단계이다.

## 팀 및 리더십
MBRSC는 사무총장 살렘 후메이드 알마리(Salem Humaid AlMarri)가 이끌고 있으며, 그는 모든 행정 및 우주 프로젝트 관련 정책을 책임지고 있다.
이 센터의 조직은 과학 기술 분야와 행정 재무 분야의 두 가지 주요 부문으로 나뉜다. 두 부문 모두 자체 목표와 정책을 가지고 있다. 팀의 구조는 모든 전략적 목표가 최고 수준의 탁월함으로 달성되도록 정의된 계층을 따른다.

## 아랍에미리트 우주비행사 프로그램
2017년 말 아랍에미리트 우주비행사 프로그램이 시작된 후, 국제우주정거장에서 과학 연구를 수행하기 위한 장기적인 노력의 일환으로 4명의 전일제 우주비행사를 선발하고 훈련하기 위한 국가적 노력이 진행되었고, 4,022명 이상의 지원자 중에서 95명의 후보자가 선발되었다. 심리 측정, 능력 및 의료 평가를 거쳐 이 95명의 후보자는 39명으로 줄었고, 이들은 면접과 심리 검사를 받았다. 이 단계를 통과한 18명의 후보자 중 MBRSC 및 다른 기관 대표자들과 면접을 통해 최종 9명의 후보자가 최종 평가 단계에 진출했다.
이 중 2018년 9월에 하자 알만수리와 술탄 알네야디 두 명의 우주비행사가 발표되었다. 나중에 알만수리가 주 승무원으로 비행하고 알네야디가 그의 백업이 될 것이라고 발표되었다. 그는 2019년 9월 25일 소유스 MS-15에 탑승하여 발사되었고, 2019년 10월 3일 소유스 MS-12로 착륙했다.
국제우주정거장(ISS)에서 8일간 머무는 동안 알만수리는 2019년 10월 3일 귀환하기 전에 여러 과학 실험을 수행할 것이다. 아랍에미리트의 첫 우주비행사는 러시아 우주비행사 올렉 스크리포치카와 미국 우주비행사 제시카 미어와 동반할 것이다. 하자 알만수리는 우주식 연구소에서 준비할 전통적인 아랍에미리트 요리로 구성된 특별 메뉴를 받을 것이다.
2019년 8월 26일, 아랍에미리트는 알만수리가 국제 우주 기관과 협력하여 16가지 과학 실험을 수행할 것이라고 발표했다. 그는 1년 동안 1,400시간 이상 훈련을 받고 90개 과정을 수료했다. 또한 에미리트 우주비행사는 발사 한 달 전에 모든 우주 비행 전 의료 실험을 완료했다고 발표되었다.
2019년 9월, 에미리트 우주비행사는 30개의 알 가프 나무 씨앗과 아랍에미리트 국기를 우주 임무에 가져갈 것이라고 보도되었다. 씨앗은 귀환 후 전국에 심을 예정이라고 발표되었다.
술탄 알네야디는 아랍에미리트 청소년부 장관이자 우주비행사이며, 원정 69호의 일환으로 국제우주정거장(ISS)에서 6개월 임무를 수행한 최초의 아랍인이다.
알네야디는 역사상 가장 긴 아랍 우주 임무를 수행했으며, 7시간 1분 동안 진행된 원정 69호에서 최초로 우주 유영을 실시한 아랍인이 되었다. ISS에 탑승하여 4,000시간 이상 머무는 동안 그는 미국 항공 우주국, 유럽 우주국(ESA), 캐나다 우주국(CSA), 일본 우주항공연구개발기구(JAXA), 그리고 프랑스 국립 우주 연구 센터(CNES)와 협력하여 광범위한 주제에 걸쳐 여러 연구 실험과 연구를 주도했다.
임무 전에 알네야디는 모스크바의 유리 가가린 우주비행사 훈련 센터, 휴스턴의 NASA 존슨 우주 센터, 쾰른의 유럽 우주비행사 센터에서 훈련을 받았다. 훈련은 5년 동안 진행되었으며, 90개 이상의 과정을 포함했고, 광범위한 비상 절차, 일상적인 ISS 운영, 중성 부력 실험실 훈련, 비행 훈련 및 생존 기술을 다루었다.

## 아랍에미리트 우주비행사 목록
| 이름            | 그룹     | 임무                                  | 우주 체류 시간    |
| --------------- | -------- | ------------------------------------- | ----------------- |
| 하자 알만수리   | 1 (2018) | 소유스 MS-15/MS-12 (19번째 방문 임무) | 7일 21시간 1분    |
| 노라 알마트루시 | 2 (2021) | 없음, 임무 대기 중                    | 0일 0시간 0분     |
| 무함마드 알물라 | 2 (2021) | 없음, 임무 대기 중                    | 0일 0시간 0분     |
| 술탄 알네야디   | 1 (2018) | 스페이스X 크루-6호 (원정 68호/69호)   | 185일 22시간 43분 |

## 시설
무함마드 빈 라시드 우주 센터의 본부는 알 카와니즈, 두바이에 위치해 있다. 이 시설에는 MBRSC에서 진행하는 다양한 우주 위성 설계 및 제조를 위한 클린룸도 포함되어 있다.
이 시설에는 모든 위성 제조 프로젝트와 희망 탐사선 개발의 원활한 실행을 보장하기 위해 제작된 청정실이 포함되어 있다. 칼리파샛과 나이프-1을 포함한 지구 관측 위성 제조와 희망 탐사선 개발을 포함한 모든 진행 중인 프로젝트는 에미리트 엔지니어들에 의해 클린룸에서 수행된다.

## 협력
MBRSC는 지구 관측 위성 운영자 글로벌 연합인 PanGeo의 일원이다. 이는 다우리아 에어로스페이스(미국/러시아), MBRSC(아랍에미리트), 엘렉노르 데이모스(스페인), 베이징 우주 눈 혁신 기술(중국) 간의 협력이다. 이 네 기관은 PanGeo 연합의 일환으로 위성에서 파생된 제품, 데이터 및 이미지를 공유하기로 합의했다.
PanGeo 함대는 현재 궤도에 있는 9개의 위성으로 구성되어 있다: 페르세우스-M1, 페르세우스-M2, 두바이샛 1호, 두바이샛 2호, 데이모스-1, 데이모스-2, 다우리아-DX-1, TH-1-01, TH-1-02. 이 함대는 칼리파샛, 페르세우스-O, 아우리가를 비롯해 향후 몇 년 안에 30개 이상의 위성으로 확장될 것이며, 잠재적인 신규 회원국들의 기존 위성도 포함될 것이다.

## 프로그램 및 응용
무함마드 빈 라시드 우주 센터는 2014년 9월 첨단 항공 시스템 프로그램을 시작했다. 이 프로그램은 아랍에미리트의 첨단 항공 시스템 설계, 제조 및 운영 능력을 개발하는 것을 목표로 한다.
첨단 항공 시스템 프로그램의 첫 번째 프로젝트는 에어버스 그룹의 자회사 중 하나인 에어버스 디펜스 앤드 스페이스와 협력하여 고고도 유사 위성 (HAPS) 시스템을 개발하는 것이었다. 고도로 발전된 시스템과 재료를 사용하여 HAPS는 2주 이상 지속적으로 비행할 수 있는 능력을 입증했으며, 이는 현재까지 개발된 다른 어떤 무인 항공기 (UAS)보다 10배 이상 긴 시간이다. 이 시스템은 고도 및 응용 분야 측면에서 위성의 이점과 재사용성 및 적용 범위 측면에서 항공기의 이점을 결합하여 제공한다.
HAPS 시스템은 항공 교통 위 65,600피트(20km) 고도의 성층권에서 비행할 수 있어 다양한 응용 프로그램이 효과적으로 작동하기 쉽도록 한다. HAPS에 탑재된 응용 프로그램의 사용은 열화상, 풀 HD 비디오 이미징(1080p), 임시 통신 네트워크 생성 및 내비게이션 시스템 강화 등을 포함한다. 항공기의 운용 버전은 2016년 말까지 서비스에 들어갈 것으로 예상된다.
MBRSC는 또한 2014년 5월 "초고해상도 도구"를 개발했다. 이 도구는 MBRSC의 엔지니어인 사이드 알 만수리(Saeed Al Mansoori)가 개발했으며, 두바이샛 1호와 두바이샛 2호가 촬영한 이미지의 해상도를 0.75미터 향상시키는 데 도움이 되었다. 이는 픽셀 수를 크게 늘려 확대했을 때 이미지의 세부 정보를 개선하는 데 도움이 된다.
2017년 2월 세계 정부 정상회의에서 아랍에미리트는 무함마드 빈 라시드 우주 센터가 주도하여 2117년까지 화성 정착지를 건설할 계획을 발표했다.

## 간행물
MBRSC의 공식 잡지인 "마자라트(Majarat)"는 격월로 발행되며, 우주 과학 기술에 대한 지식 전파와 새로운 세대의 아랍에미리트인들이 우주 과학 또는 과학 연구 분야에서 경력을 쌓도록 영감을 주는 데 중점을 둔다. 이 잡지는 아랍에미리트의 국제적인 인구를 위해 아랍어와 영어로 모두 발행되며, 파루크 엘바즈, 캐롤린 포코, 스티븐 스콰이어스, 프랭크 드레이크, 누레딘 멜리케치 및 미국 항공 우주국 우주비행사 테리 비츠를 포함한 전 세계 우주 산업의 저명한 인사들을 다루었다.

## 갤러리
다음은 두바이샛 1호가 촬영한 위성 이미지 중 일부이다.
- 두바이의 더 월드 위성 이미지 (두바이샛 1호)
- 팜 아일랜드 위성 이미지 (두바이샛 1호)
- 알막툼 국제공항 위성 이미지 (두바이샛 1호)
- 이집트 기자 네크로폴리스 위성 이미지 (두바이샛 1호)
- 아부다비의 페라리 월드 위성 이미지 (두바이샛 1호)
- 아랍에미리트 위성 이미지 (두바이샛 1호)

## 같이 보기
- 아랍에미리트 우주국
- 정부 우주 기관 목록
- 아랍에미리트 우주국 임무 목록